# Бланка-Эспума (Альто-Лусеро-де-Гутьеррес-Барриос)
Бланка-Эспума (исп. Blanca Espuma) — посёлок в восточной части Мексики, на территории штата Веракрус. Входит в состав муниципалитета Альто-Лусеро-де-Гутьеррес-Барриос.

## Географическое положение
Бланка-Эспума расположена на востоке центральной части штата, на расстоянии приблизительно 7 километров к востоку-северо-востоку (ENE) от города Халапа-Энрикеса, административного центра штата. Абсолютная высота — 686 метров над уровнем моря.

## Население
Согласно данным, полученным в ходе проведения официальной переписи 2005 года, в посёлке проживало 1521 человек (742 мужчины и 779 женщин). Насчитывалось 419 домов. По возрастному диапазону население распределилось следующим образом: 32,6 % — жители младше 18 лет, 53,2 % — между 18 и 59 годами и 14,2 % — в возрасте 60 лет и старше. Уровень грамотности среди жителей старше 15 лет составлял 83 %.
По данным переписи 2010 года, численность населения Бланка-Эспумы составляла 1668 человек. Динамика численности населения посёлка по годам:
| 2000 | 2005 | 2010 |
| ---- | ---- | ---- |
| 1534 | 1521 | 1668 |